# Океаниде
Океаниде (грч. Ωκεανις, Ωκεανιδες) су у грчкој митологији биле нимфе, кћерке титана Океана, како је тврдио Хомер у својим химнама. Њихова мајка, према Есхилу, Аполодору, Хигину и Хесиодовој теогонији је била Тетија.

## Митологија
Било их је три хиљаде и оне су представљале сву воду на свету, почевши од кишних облака, па све до подземних вода. Овај број укључује Нефеле, нимфе облака, Ауре, нимфе поветарца, Најаде, нимфе извора и фонтана, Лејмониде или Лимониде, пасторалне нимфе и Антусаиде, цветне нимфе. Ове нимфе су ретко описиване као морске; тек касније, када су се мистичне воде Океана, које су окруживале свет, али биле представљене као реке, изједначиле са Атлантиком. Неке од Океанида су биле изједначене са Титанкама, попут Стиге, Метиде, Неде, Дориде и Еуриноме, које су и сматране најстаријим. Међутим, према неким изворима, оне су најпре биле небеске богиње облака. Неке од Океанида су персонификовале божанске благослове попут Метиде (мудрост), Плуте (богатство), Тихе (срећа) и Телесто (успех). Међутим, ова божанства су била ефемерног значаја, слично као и демони штете, а који су били деца богиње ноћи, Никс. Неке Океаниде су биле пратиље моћних богиња, попут Артемида које су биле другарице истоимене богиње. Пејто је била Афродитина другарица, а Климена Херина. Коначно, Океаниде Најаде су биле нимфе извора, бунара и фонтана који никада не би пресушили. Обично су представљане као супруге речних богова и мајке млађих Најада.